# Gungu (Kwilu)
Pour les articles homonymes, voir Gungu.
Gungu est une localité chef-lieu du territoire éponyme dans la province du Kwilu en république démocratique du Congo.

## Géographie
Localisée sur la rive occidentale de la rivière Kwilu, elle est traversée par la route RP 230 à 497 km au sud-est du chef-lieu provincial Bandundu.

## Administration
La localité a le statut de commune rurale de moins de 80 000 électeurs, elle aura 7 conseillers municipaux.

## Éducation
La cité compte 4 instituts supérieurs et une université.
- Université chrétienne de Bandundu, UCBA
- Institut supérieur pédagogique de Gungu, ISP Gungu
- Institut supérieur des études agronomiques, ISEA
- Institut supérieur des techniques médicales, ISTM
- Institut supérieur des sciences de santé et développement rural, ISSSDR

## Personnalité
- Adolphe Muzito, Premier ministre de la république démocratique du Congo (2008-2012)